# Харино (Венёвский район)
Ха́рино — деревня в Мордвесском сельского поселении Венёвского района Тульской области Российской Федерации. В старину принадлежала дворянскому роду Даниловых, сведения об истории поселения содержатся в мемуарах М. В. Данилова (1771). С 1963 г. входит в состав Венёвского района Тульской области. Население — 0 чел. (2010).
Деревня Харино расположена в Веневском районе Тульской области. Площадь населённого пункта (включая Харинский пруд и прилежащие территории) — 0,59 км². Харинский пруд — главный и единственный водоём внутри населённого пункта. Был создан рукотворно на Харинском ручье (в настоящее время несуществующего при причине пересушивания). Общая площадь пруда составляет 0,004 км² и представляет собой вытянутый к северу водоём, с входом ручья на севере и заболоченным выходом на юге (с поросшей невысокой плотиной). В настоящее время пересыхает по причине отсутствия водотока Харинского ручья, берущего начало из Харинского Орешника. Населённый пункт стоит на равнине, но южнее образуются склоны и овраги. Ярким примером является Соколовский Овраг в деревне Соколовка (юго-восточнее Харина). Высота над уровнем моря — 209 м .
Флора местности деревни Харино разнообразна. Бо́льшую часть всех растений составляют полевые цветы и злаки, низкорослые одиноко стоящие берёзы. В северной части расположен массивный широколиственный лес. Яркими представителями леса являются дубы и массивные берёзы. Практически отсутствуют хвойные. В полях произрастают цветковые: василёк луговой и синий, ромашка, клевер, пижма обыкновенная, расторопша и злаковые: ежа сборная, осока и др. Также на участках и в лесах можно встретить южного представителя кустарников: ежевику. На садовых участках преобладают розоцветные (яблони) и вишни.